# Sharam Diniz
Sharam da Conceição Diniz (Luanda, 2 de março de 1991) é uma modelo e atriz luso-angolana.
Ela tem dupla nacionalidade e faz parte da nova geração de modelos de ascendência africana que tem encantado as passerelas portuguesas e internacionais. Venceu o concurso do Supermodel of the World 2010 de Portugal.
Atualmente representada pela agência BLAST, a modelo e atriz tem apostado cada vez mais no mundo da representação, tendo já interpretado várias personagens em novelas e séries. 

## Biografia
Sharam-Sharam, seu nome de baptismo, significa "modéstia, timidez" em persa e árabe.
Saiu de Luanda quando tinha 18 anos para estudar Gestão e Produção de Eventos na Universidade de Leeds, Inglaterra. Viveu em Nova York durante alguns anos, mas agora está a morar em Portugal. 

## Carreira
Com 17 anos de idade começou a participar em desfiles de moda em Angola. Em 2009 concorreu e venceu The Office & Look Magazine Model Search, em Inglaterra. Em 2012 foi eleita como Melhor Modelo do Ano, no Moda Luanda, e em 2013 foi eleita Melhor Modelo Feminino nos Globos de Ouro.
Sharam foi capa da Vogue Portugal de Maio, tornando-se a primeira angola a aparecer na capa desta revista, e da GQ de Abril de 2013, em Portugal, a qual a chamou de "a nova pantera negra". No mesmo ano foi nomeada para os Globos de Ouro XVIII da SIC na categoria Melhor Modelo Feminino, onde saiu vencedora.
Em Novembro de 2012 desfilou como uma das angels da marca estadunidense Victoria's Secret, da qual fez campanha da linha "Pink", tornando-se assim a primeira angola, e portuguesa, a desfilar para a marca. Em Novembro de 2015, a modelo angolana voltou a ser convidada para o grande desfile, em Nova Iorque. 
Em Março de 2014 Sharam Diniz dá a cara pela campanha L'instant Chanel - Watches Spring, para a prestigiada e mítica casa Chanel. Nesse mesmo ano, a angolana Sharam Diniz tornou-se a nova embaixadora da indústria mais sexy da Europa, dando a cara à nova campanha Portuguese Shoes 2015.
São inúmeras as campanhas internacionais em que participou: Tom Ford Tobacco Oud, Victoria Secret Swimwear, IPPOLITA, L’instant Chanel – watches, Ralph Lauren, Armani Exchange, 7 for all mankind, Kiko Milano, Clinique, Avon Products, entre tanta outras.
No que toca aos editorias , publicações como Vogue, Marie Claire, Elle, GQ, Allure, Glamour, Interview, Máxima, Super Fashion Angola, Cosmopolitan ou Cover Girl,  têm preenchido capas e linhas com a tinta das suas curvas.
Até hoje, já desfilou para as principais casas internacionais. Balmain, BCBG Max Azria, Calvin Klein, Carolina Herrera, Cushnie et Ochs, Cynthia Rowley, Hervé Léger, Hood by Air, Jason Wu, Kenneth Cole, Lela Rose, Libertine, Mark Fast, Nanette Lepore, Organic by John Patrick, Pamella Roland, Prabal Gurung, Tracy Reese, Tracy Reese, Vivienne Westwood, Wes Gordon, Rag and Bone são apenas alguns dos nomes que Sharam tem representado e, ainda, desfilou para a Yeezy, a marca de roupa de Kanye West. Sharam Diniz já foi, por quatro vezes, convidada pela Calzedonia para desfilar.  
À sua beleza ímpar une-se um espírito empreendedor e uma mente empresarial. Em Angola, Sharam lançou a sua própria marca de extensões e aplicações de cabelos "Sharam Hair" a qual se tornou, a par da sua criadora, um verdadeiro caso de sucesso.
Em 2018 aceitou um desafio proposto pela SIC, a novela Alma e Coração, onde interpretou “Naomi Andrade”. A estreia foi em Setembro de 2018 e este foi o seu primeiro grande papel na ficção. No mesmo ano, fez parte do elenco da Webserie Bridecon com o papel de "Camila".
Em 2020, Sharam dá vida à personagem "Samara" na série O Clube, para a plataforma de streaming OPTO da SIC.
Em 2024, Sharam interpreta pela primeira vez uma personagem num canal brasileiro, "Makeda" na 10ª temporada da série bíblica Reis, transmitida na Record. Ainda nesse ano, integrou o elenco da novela da TVI, Huíla.

## Filmografia

### Televisão
| Ano         | Projeto                      | Papel                     | Notas                                  | Canal     |
| ----------- | ---------------------------- | ------------------------- | -------------------------------------- | --------- |
| 2018 - 2019 | Alma e Coração               | Naomi Brito               | Elenco Principal                       | SIC       |
| 2019        | Globos de Ouro de 2019       | Ela Própria               | Apresentadora da "Passadeira Vermelha" | SIC       |
| 2020        | O Clube (1.ª temporada)      | Samara Elias              | Protagonista (OPTO)                    | SIC       |
| 2021        | O Clube (2.ª temporada)      | Samara Elias              | Protagonista (OPTO)                    | SIC       |
| 2021        | Tu Consegues (1.ª temporada) | Ela Própria               | Jurada                                 | SIC Caras |
| 2021        | Tu Consegues (2.ª temporada) | Ela Própria               | Jurada                                 | SIC Caras |
| 2024        | Reis                         | "Makeda" - Rainha de Sabá | Protagonista                           | Record    |
| 2024 - 2025 | A Fazenda                    | Nadir Contreiras          | Elenco Principal                       | TVI       |

### Cinema
| Ano  | Filme  | Papel  | Notas        |
| ---- | ------ | ------ | ------------ |
| 2022 | Mulher | Mulher | Protagonista |

## Agências
- LISBON - BLAST
- NEW YORK - NEXT MANAGEMENT
- MILAN - MONSTER
- BRAZIL- WAY MODELS
- GERMANY- MODELWERK
- LOS ANGELES- NOMAD LA
- STOCKHOLM - ELITE

## Prémios
- 2009 –The Office & Look Magazine Model Search – Inglaterra
- 2010 – Supermodel of the World – Portugal
- 2011 – Model Of the year – Angola - Troféus Moda Luanda
- 2012 – Model of the Year – Angola - Troféus Moda Luanda
- 2013 – Melhor Modelo Feminino “Globos de Ouro” – Portugal
- 2014 – Mulher do Ano – GQ Portugal
- 2015 – Modelo do Ano – Angola
- 2015 – Prémio Carreira Internacional - Angola 35 Graus
- 2016 – Modelo do Ano – Angola
- 2016 – Actriz Revelação - Angola Fashion Awards
- 2016 – Modelo Internacional Feminina - Angola Fashion Awards

## Campanhas Mundiais
Tom Ford Tobacco Oud, Victoria Secret Swimwear, IPPOLITA, L'instant Chanel - watches, Ralph Lauren, Armani Exchange, 7 for all mankind, Kiko Milano, Clinique, Avon.

## Editoriais
Vogue, Marie Claire, Elle, GQ, Allure, Glamour, Interview, Cosmopolitan, Cover Girl, Women's Health Portugal

## Shows
Balmain, BCBG Max Azria, Calvin Klein, Carolina Herrera, Charlotte Ronson, Cushnie et Ochs, Cynthia Rowley, Dennis Basso,Derek Lam, Fashion Rocks, Hervé Léger, Hood by Air, Jason Wu, Kenneth Cole, Lela Rose, Libertine, Mark Fast, Nanette Lepore, Organic by John Patrick, Pamella Roland, Prabal Gurung, Rag & Bone, Sophie Theallet, Thakoon, Tracy Reese, Victoria's Secret, Vivienne Westwood, Wes Gordon, Yeezy, Calzedonia. 